# Magnolia pterocarpa
Magnolia pterocarpa là một loài thực vật có hoa trong họ Magnoliaceae. Loài này được Roxb. mô tả khoa học đầu tiên năm 1820.